# Fernmeldeturm Mainzer Berg
Der Fernmeldeturm Mainzer Berg befindet sich auf dem Mainzer Berg, einem 227 m ü. NN gelegenen, bewaldeten Hügel auf der Gemarkung der südhessischen Stadt Dieburg. Es handelt sich bei der Bauausführung um einen Typenturm FMT 10, der von der Bauunternehmung Held & Francke errichtet wurde.

## Sendeanlagen

### Analoges Radio (UKW)
Beim Antennendiagramm sind im Falle gerichteter Strahlung die Hauptstrahlrichtungen in Grad angegeben.
| Frequenz (MHz) | Programm     | RDS PS   | RDS PI | Regionalisierung | ERP (kW) | Antennendiagramm rund (ND)/gerichtet (D) | Polarisation horizontal (H)/vertikal (V) |
| -------------- | ------------ | -------- | ------ | ---------------- | -------- | ---------------------------------------- | ---------------------------------------- |
| 90,1           | Planet Radio | _planet_ | D369   | –                | 1        | D (220–110°, 140°, 190°)                 | H                                        |
| 99,5           | Radio Bob    | RADIOBOB | D46A   | –                | 0,2      | D (80–110°)                              | H                                        |
| 104,7          | harmony.fm   | harmony_ | 1364   | –                | 0,2      | D (190–210°, 240–310°)                   | H                                        |